# E952 (ruta europea)
La ruta europea  E952  és una carretera que forma part de la Xarxa de carreteres europees de classe B a Grècia, connectant la ciutat Preveza - Lamia.

## Ruta
- - Preveza
  - Vonitsa
  - Amfilòquia
  - Agrínion
  - Karpenisi
  - E65, E75 Lamia